# Valea, Hunedoara
Valea este un sat în comuna Zam din județul Hunedoara, Transilvania, România.